# 元首 (納粹德國)
元首（/ˈfyːʁɐ/ⓘ）是納粹德國的國家元首名稱，實際上僅有阿道夫·希特勒擔任過此職位。德語原名原解作領袖或嚮導，是很常用的德語單詞，且還是一系列（準）軍事組織和政府機關的職位名稱。由於納粹德國大幅使用的緣故，現今若提到一詞，通常就是指希特勒。

## 纳粹时期

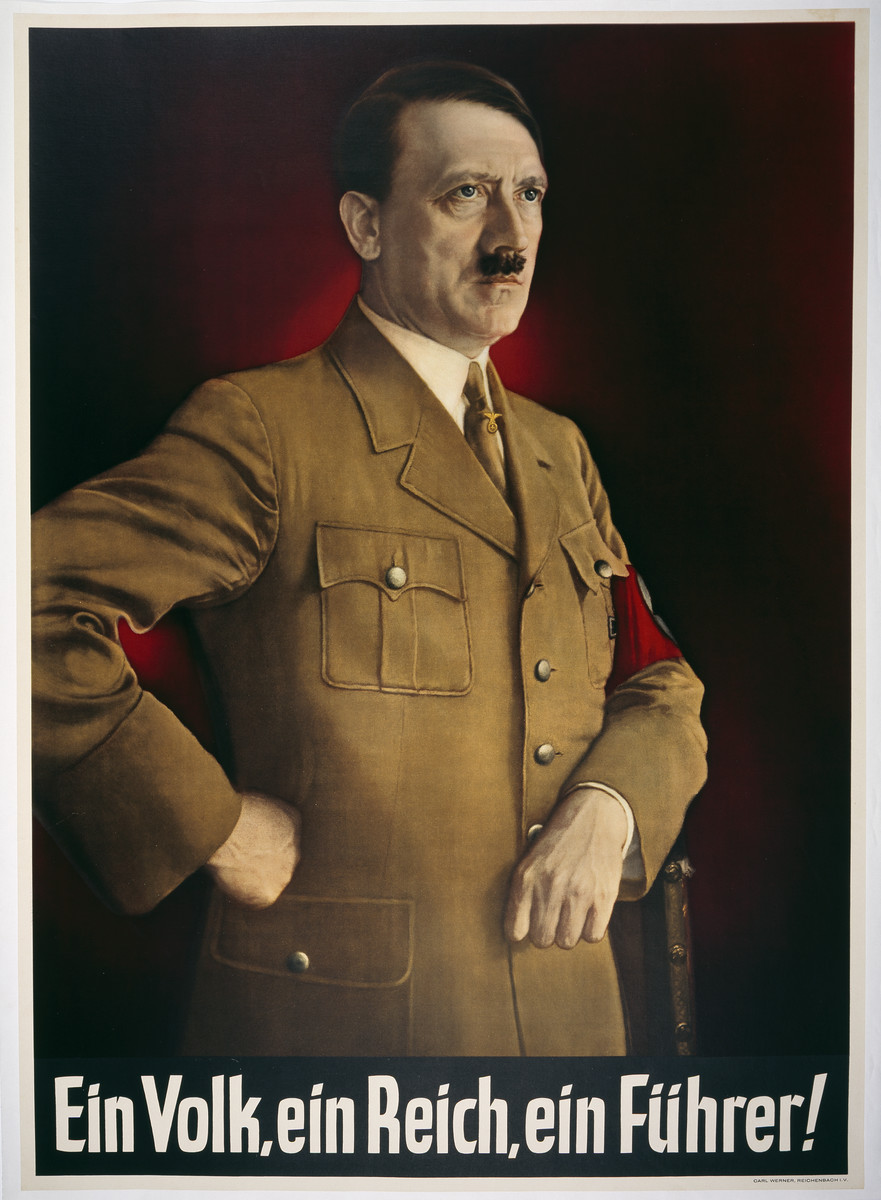
希特勒时期的宣传海报，其下写着：“一个民族，一个帝国，一个元首！”

作為一體化的其中一個步驟，總理阿道夫·希特勒法律上以元首作為頭銜。利用《授權法》制定政府法律，1933年7月14日頒布《國民投票法》（Gesetz über Volksabstimmungen），針對憲法、法律甚至政府作為都可公投。
1934年8月1日，保罗·冯·兴登堡病危，希特勒內閣依照去年通過之《授權法》，自行制定《德意志國國家元首法》（Gesetz über das Staatsoberhaupt des Deutschen Reichs）在興登堡逝世之日生效，翌日公告、3日定於該月19日交付公投追認，投票結果88.1%贊成通過。8月2日，最後一任威瑪共和國總統興登堡逝世後，一個新職位建立，全名為帝国元首兼总理（Führer und Reichskanzler），它結合了總統和總理的職能，形式上使希特勒成為德國國家元首和政府首腦；但實際上卻是第三帝國的獨裁者。
納粹德國建立了領袖原則（Führerprinzip），希特勒廣泛地認知為元首（der Führer）。其中一個納粹口號便是「一個民族，一個帝國，一個元首」（Ein Volk, Ein Reich, Ein Führer）。依照當時時空背景，亦可譯為「一個民族，一個國家，一個領袖」。

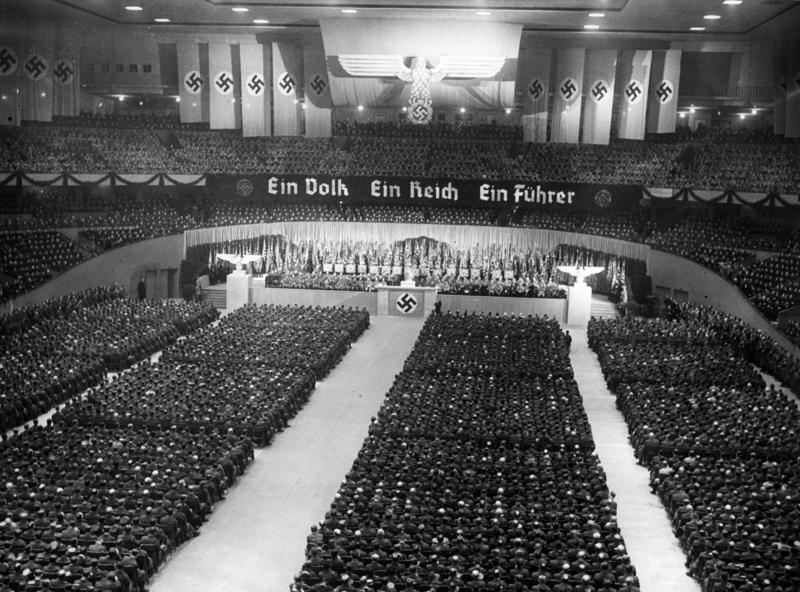
1938年3月的一次纳粹党集会，会场上方的横幅亦写着：“一个民族，一个帝国，一个元首！”

在軍事上，希特勒使用「元首及德國國防軍最高指揮官」作為自己的稱號（Führer und Oberster Befehlshaber der Wehrmacht），直至1942年5月由希特勒的政令取消。作為國家元首，他在對外事務上則自稱「帝国元首兼总理」。直至1942年6月28日，改為「大德意志國元首」（Führer des Grossdeutschen Reichs）。

## 在（準）軍事組織的用法
德國於最晚18世紀設立Führer作為一個軍銜（對照拉丁語中的Dux）。諷刺的是，比較希特勒作為德國的最高統治者而自稱Führer，在德軍之內 Führer 一詞則指一些缺乏資格的指揮官。舉一個例，連內的指揮官會稱為 Kompaniechef，但若他沒有必要的軍階或經驗，或暫時分配為指揮官，他會稱為 Kompanieführer。由軍階決定不同的編隊，不論軍階或經驗，以适应德軍的“任务型战术”。Führer也表示一些低的軍階；比方說，Gruppenführer便是步兵班（9至10人）的指揮。在武裝黨衛隊，Gruppenführer亦是一個正式軍階表示特定等級的將軍。Truppenführer一詞也可作為部隊指揮人員的通稱，同時可應用在不同等級指揮的軍士或軍官上。 
在納粹体制下，Führer亦用於準軍事組織（參見自由軍團），幾乎所有納粹準軍事組織，特別是黨衛隊和衝鋒隊都有Führer這軍銜。
纳粹德国的士兵在行纳粹礼时，要喊出的致辞，而这个也是Mein Führer（我的元首）一词在二战时最常出现的机会。

## 現代用法

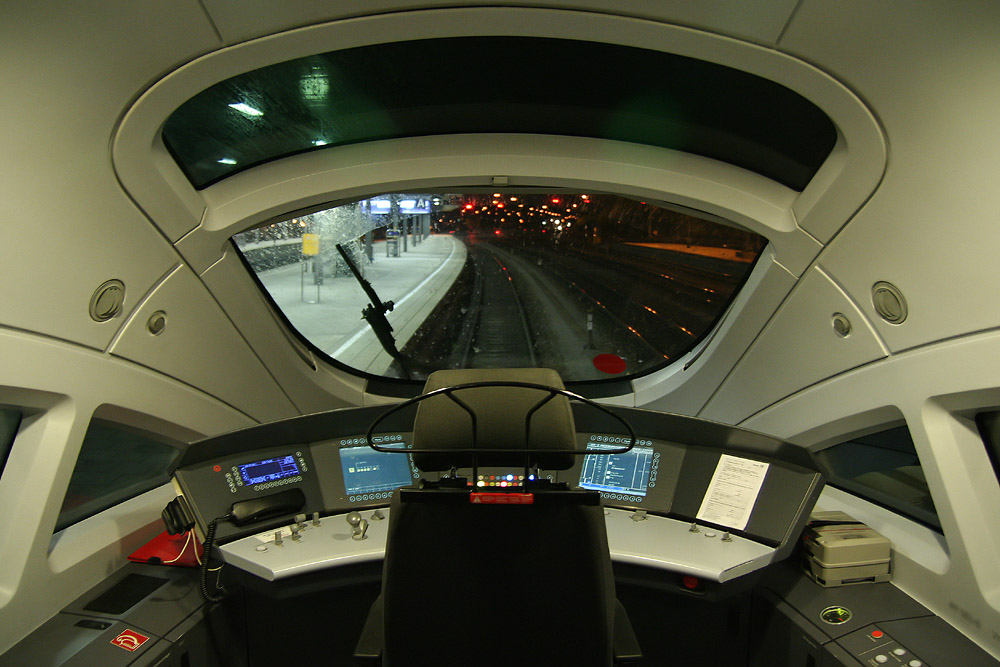
“Führerstand”，即驾驶室

由於納粹時期過度使用，Führer一字在德國已不常用。Anführer，由於有相似而較實際的意思，所以更常用於翻譯「領袖」一詞，同時Führer組成很多字詞，例如Zugführer（火車司機），Flugzeugführer（飛機師）和Reiseführer（旅遊指南）。
Leiter一字可替代領袖一詞，縱使會因為也可解作梯子而引起歧義。
在太陽神時代（阿波羅計劃或太陽神計劃；1967-1975），德裔美國工程師Guenther F. Wendt，發射臺的指揮，在甘迺迪太空中心的綽號為「Führer of the Pad」（發射臺的領袖）。

## 外部連結
- WorldStatesmen （页面存档备份，存于）